# Camiña (Chile)
Camiña ist ein Dorf und eine Kommune in der Provinz Tamarugal in der Región de Tarapacá in Chile. Bei der Volkszählung im Jahr 2017 hatte sie 1250 Einwohner. Die Gemeinde erstreckt sich über eine Fläche von 2200,2 km².
Die Gemeinde besteht aus 11 Ortschaften: Francia, Chillayza, Moquella, Saiña, Quistagama, Cuisama, Chapiquilta, Yala-Yala, Apamilca, Nama und der gleichnamigen Gemeindehauptstadt.

## Name
Eine Version zur Herkunft des Ortsnamens weist darauf hin, dass „Camiña“ aymaraischen Ursprungs sei und „Wohnung oder Widerstand“ bedeutet.

## Klima
Die Durchschnittstemperaturen liegen tagsüber zwischen 20 °C und schwanken nachts zwischen 5 und 8 Grad Celsius. Im Winter sinken die Temperaturen tendenziell. Das Klima wird als Randhochwüste klassifiziert und umfasst territoriale Gebiete zwischen 2000 und 4000 Metern entsprechend dem zwischen der Wüstenebene und dem Hochlandplateau gebildeten Glacis.

## Wirtschaft
Die Hauptwirtschaftsaktivität konzentriert sich auf den Agrarsektor, während Viehzucht, öffentliche Verwaltung, Unterricht, Baugewerbe, Handel und Tourismus geringer Vorhanden ist.
Die größte Anbaufläche ist für den Anbau von Gemüse wie Knoblauch, Zwiebeln, Karotten, Rüben und Mais bestimmt. Unter Berücksichtigung der agroklimatischen Besonderheiten der Gemeinde kommt es zu einer Art Spezialisierung der Anbauflächen für die Produktion bestimmter Arten.

## Bevölkerung
Laut der Volkszählung des Nationalen Statistikinstituts von 2002 hatte Camiña 1275 Einwohner (676 Männer und 599 Frauen) und ist vollständig ländlich geprägt. Die Bevölkerung sank zwischen den Volkszählungen 1992 und 2002 um 10,3 % (147 Personen). Im Jahr 2017 zählte man 1250 Personen.